# Gela
Gela este un oraș în Italia.

## Demografia
Gela - evoluția demografică

|  | Graficele sunt indisponibile din cauza unor probleme tehnice. Mai multe informații se găsesc la Phabricator și la wiki-ul MediaWiki. |

Date: Recensăminte sau birourile de statistică - grafică realizată de Wikipedia

## Bibliografia
- Emanuele Zuppardo-Salvatore Piccolo, Terra Mater: sulle Sponde del Gela greco, Betania Editrice, Caltanissetta (2005).